# 93 Minerva
Minerva /mɪˈnɜːrvə/ (định danh hành tinh vi hình: 93 Minerva) là một bộ ba tiểu hành tinh lớn ở vành đai chính và là tiểu hành tinh kiểu C, nghĩa là có bề mặt tối và thành phần cấu tạo có thể gồm cacbonat nguyên thủy. Tiểu hành tinh này do James Craig Watson phát hiện ngày 24 tháng 8 năm 1867 và được đặt theo tên nữ thần Minerva trong thần thoại La Mã - tương đương nữ thần Athena trong thần thoại Hy Lạp, nữ thần thông thái. Một lần tiểu hành tinh này che khuất một ngôi sao đã được quan sát thấy ở Pháp, Tây Ban Nha và Hoa Kỳ ngày 22 tháng 11 năm 1982. Một đường kính che khuất là ~170 km đã được đo từ các đài thiên văn. Sau đó, đã có 2 lần che khuất được quan sát thấy, ước lượng có đường kính là ~150 km.

## Hệ thống vệ tinh
Ngày 16 tháng 8 năm 2009 lúc 13 giờ 36 phút theo giờ quốc tế, Đài thiên văn Keck đã phát hiện ra là tiểu hành tinh này có 2 vệ tinh nhỏ xíu. Chúng  có đường kính là 4 km và 3 km và các khoảng cách dự kiến từ Minerva tương ứng là 630 km (8,8 x Rprimary) và 380 km (5,2 x Rprimary). Chúng được đặt tên là Aegis /ˈiːdʒɪs/ (theo tên một chiếc khiên hoặc tấm giáp che ngực của nữ thần Athena và thần Zeus) và Gorgoneion /ˌɡɔːrɡəˈnaɪən/ (tên của biểu tượng chính của Athena).